# Kochi prefektur
För andra betydelser, se Kochi.
Kōchi prefektur (高知県; Kōchi-ken) är en prefektur i Japan och är belägen på ön Shikokus sydkust. Huvudort är Kōchi.

## Administrativ indelning
Prefekturen var år 2016 indelad i elva städer (-shi) och 23 kommuner (-chō och -mura).
Kommunerna grupperas i sex distrikt (-gun). Distrikten har ingen administrativ funktion utan fungerar i huvudsak som postadressområden.
Tosa är namnet såväl på en stad  vid kusten Tosa 土佐市 som en kommun i inlandet Tosa 土佐町. 
Städer:
- Aki, Kami, Kōchi, Kōnan, Muroto, Nankoku, Shimanto, Sukumo, Susaki, Tosa, Tosashimizu

Distrikt och kommuner:
| - Agawa distrikt - Ino - Niyodogawa - Aki distrikt - Geisei - Kitagawa - Nahari - Tano - Tōyō - Umaji - Yasuda | - Hata distrikt - Kuroshio - Mihara - Ōtsuki - Nagaoka distrikt - Motoyama - Ōtoyo | - Takaoka distrikt - Hidaka - Nakatosa - Ochi - Sakawa - Shimanto - Tsuno - Yusuhara - Tosa distrikt - Ōkawa - Tosa |

## Galleri

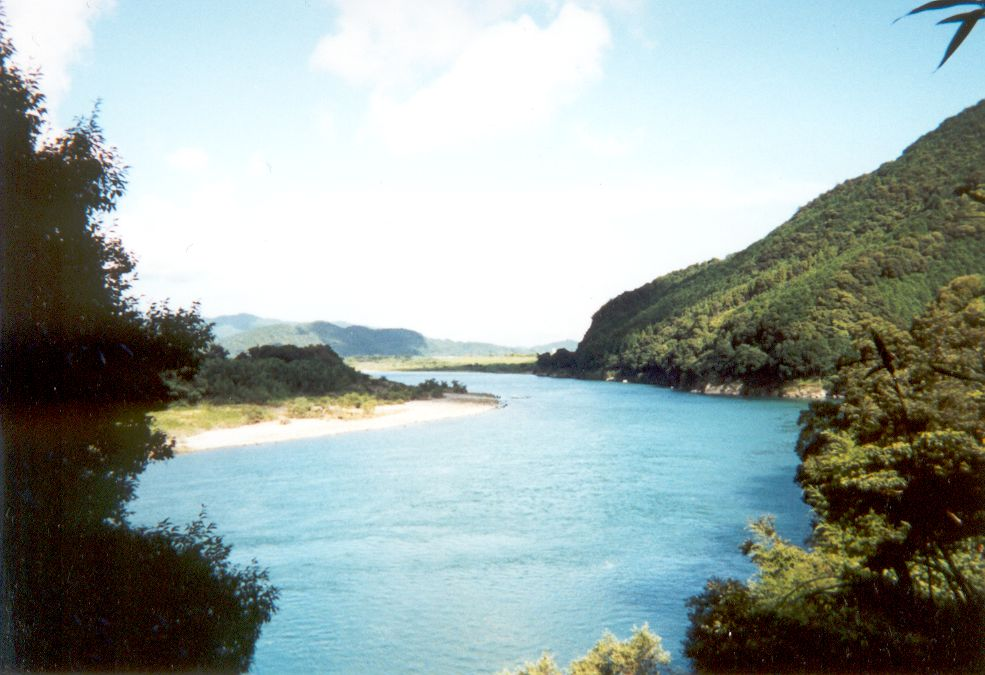
Shimanto-floden i närheten av staden Shimanto
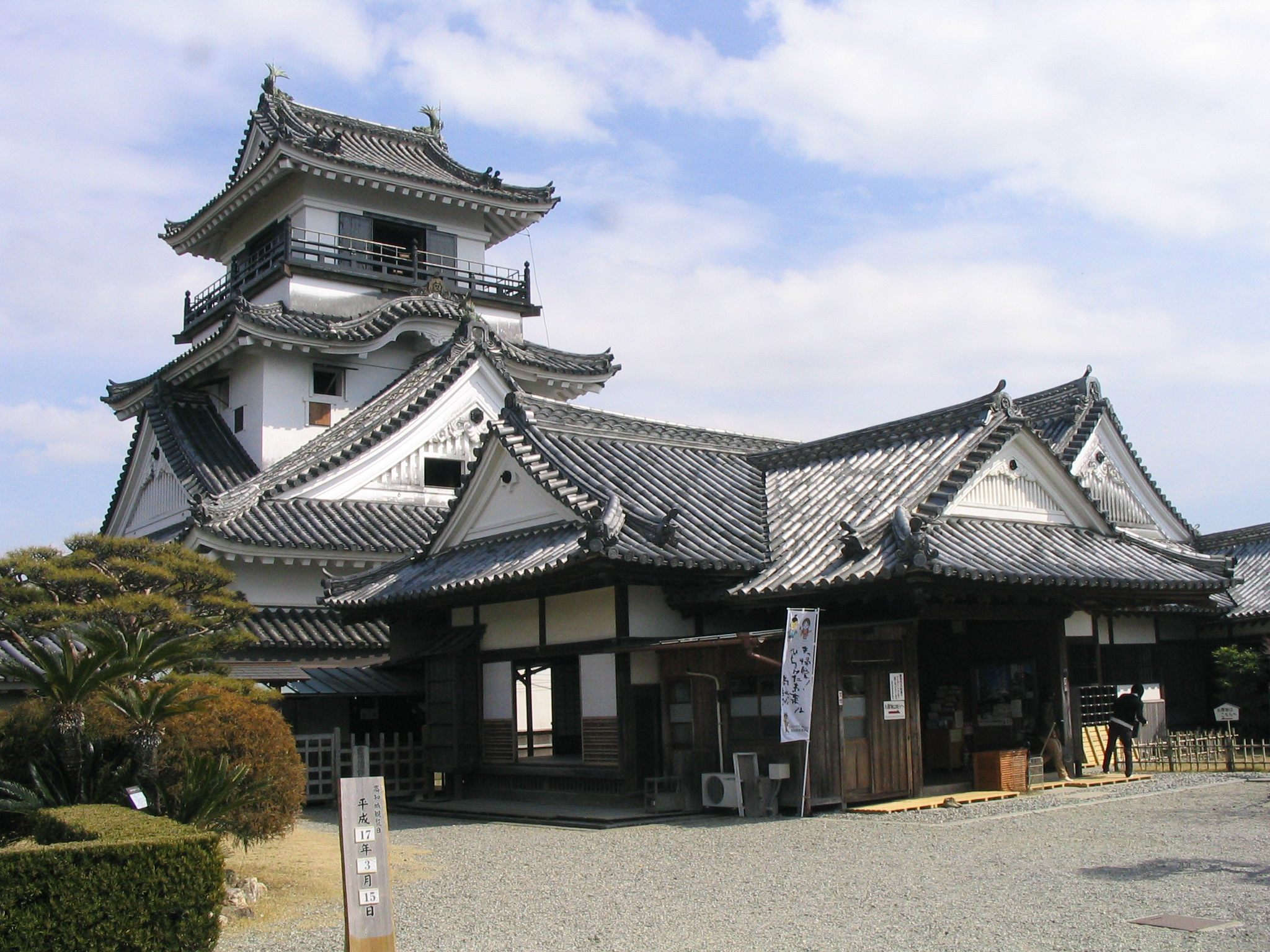
Slottet, Kōchi
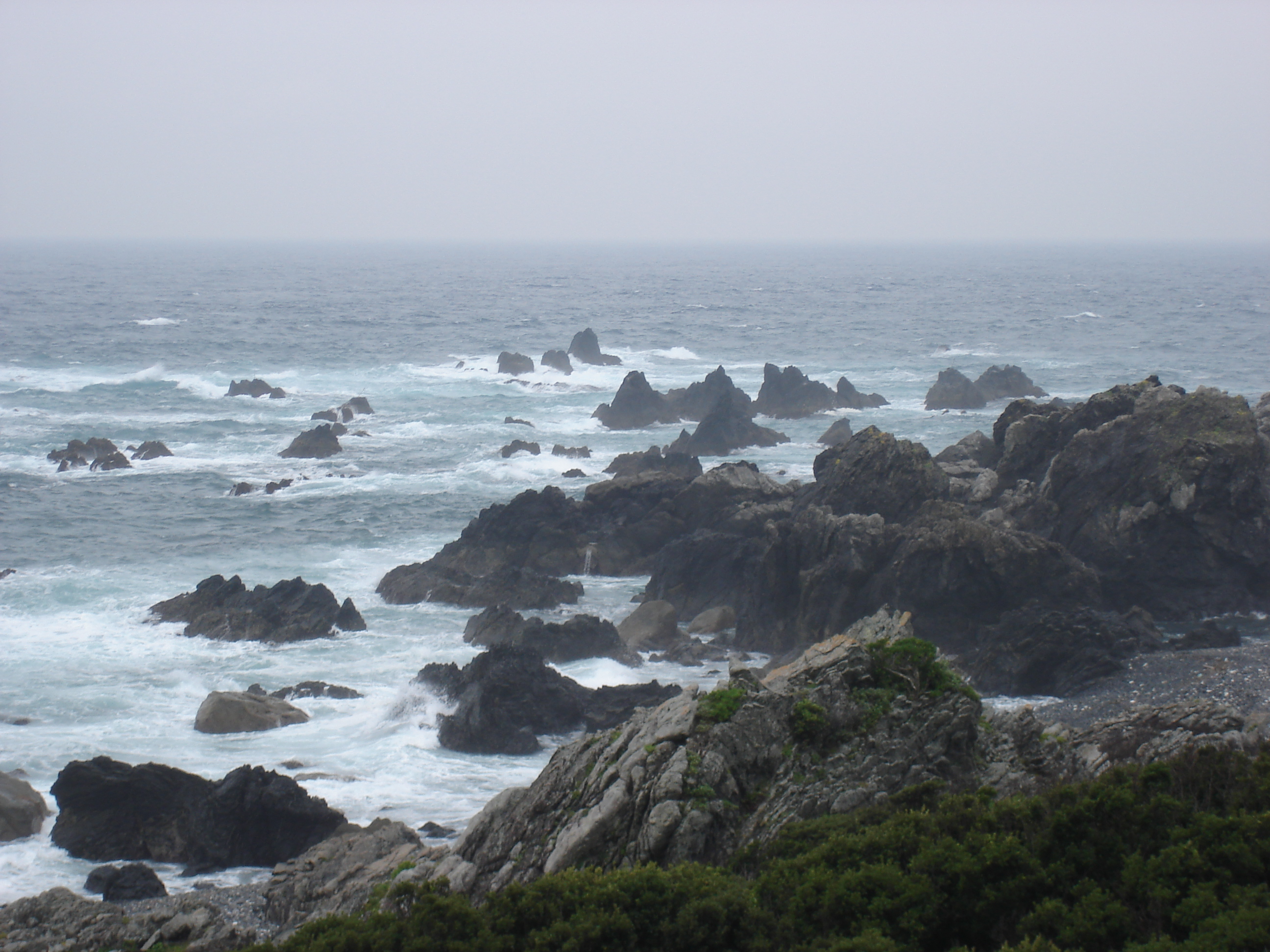
Murotosaki, Muroto
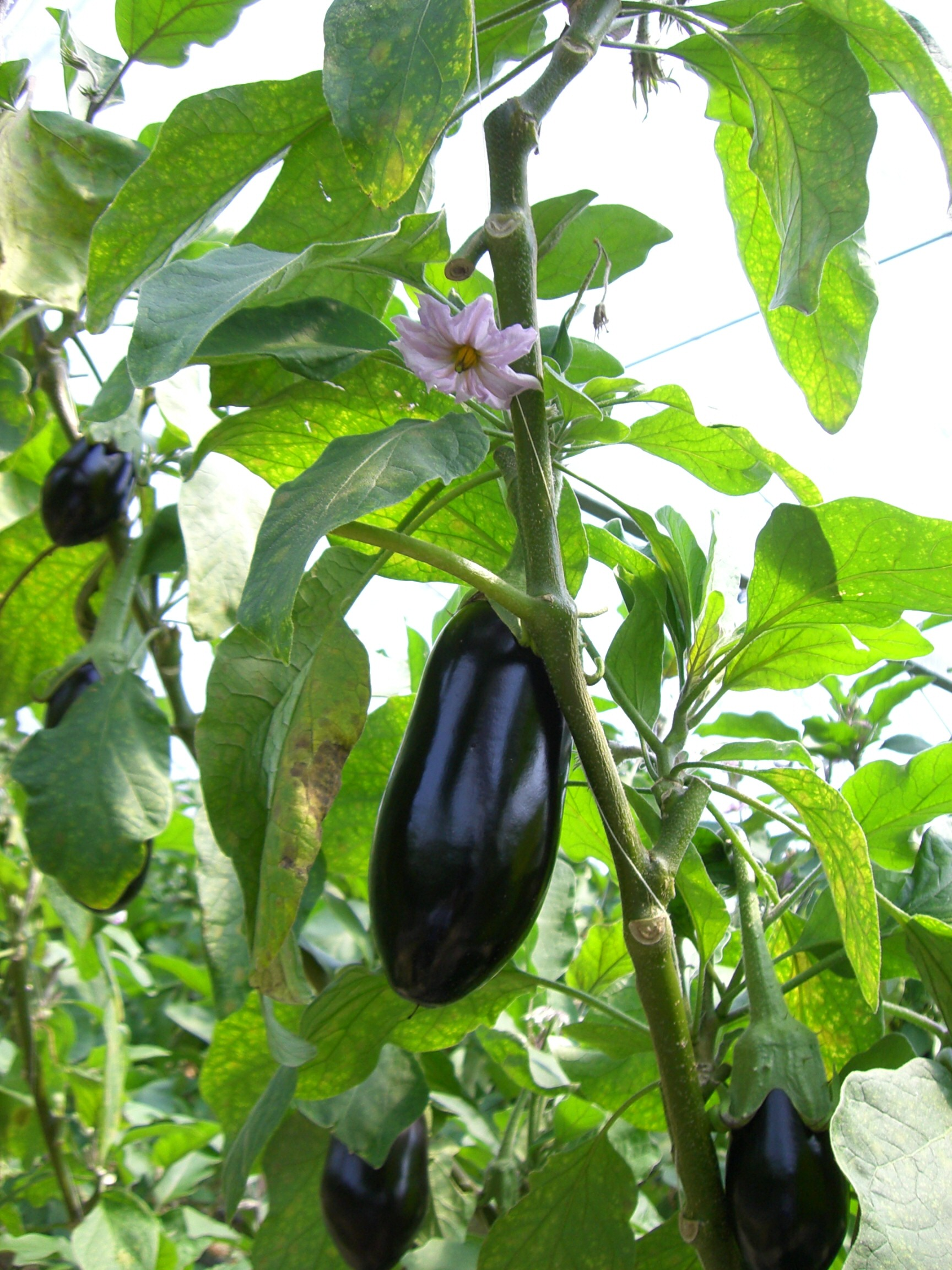
Aubergine som växer i Kōchi